# 張永平
張永平（1946年—），生於台灣，祖籍浙江省寧波鎮海縣霞浦鎮（今属北仑區），企業家，為張敏鈺之子，曾任嘉新水泥董事長。

## 生平
張永平父親張敏鈺，嘉新水泥創辦人。弟张安平。
1973年，張永平奉父親之命，進入嘉新水泥。1983年，成為嘉新水泥總經理。1989年，成嘉新水泥董事長。
當嘉新水泥面臨台灣西部礦權將於1997年截止的問題，張永平毅然決定嘉新水泥投資中國大陸辦廠，當時嘉新水泥上下包括董監事都不看好，張敏鈺也有顧慮。在礦權到期後兩年、即1999年，嘉新水泥在江蘇省鎮江市開辦京陽水泥廠；據稱張永平每年只有一個月在台灣辦公，辦公室極其簡陋，像“狗窩”。嘉新水泥於是成為台灣第一家赴中國大陸投資辦廠的台灣水泥廠，也是中國大陸目前最大型的外資水泥企業。2004年，僅京陽水泥廠稅前獲利突破人民幣一億元。
2012年，張永平涉及以嘉新水泥員工戶頭進行內線交易，遭台北地檢署起訴，請辭嘉新水泥董事長；董事長由胞弟張安平接任。2013年12月5日中華民國最高法院宣判，依違反《證券交易法》規定，張永平判刑1年6月、緩刑3年，但須向公庫支付新台幣3,927萬元。

## 家庭
其妻章慈育，為章傑將軍之女。子張剛綸。